# Alzette
Alzette este un râu ce pornește din Franța și trece prin Luxembourg. Râul Alzette are lungimea de 73 kilometri și este un  afluent de dreapta al râului Sauer.